# Gabrielle Tremblay
Gabrielle Tremblay (La Malbaie, 27 de julio de 1990) es una actriz y escritora canadiense, que recibió una nominación al Canadian Screen Award como Mejor Actriz de Reparto en los 5th Canadian Screen Awards por su interpretación de Klas Batalo en la película de 2016 Aquellos. Quienes hacen la revolución a mitad de camino sólo cavan sus propias tumbas (Ceux qui font les révolutions à moitié n'ont fait que se creuser un tombeau).
Aquellos que hacen la revolución fue su primer papel en un largometraje, aunque anteriormente había aparecido en cortometrajes y documentales. Su colección de poesía Le ventre des volcans fue publicada por Les Éditions de l'étoile de mer en 2015.
Se declaró transgénero en 2012. Fue la primera mujer transgénero nominada para un premio de actuación en los Canadian Screen Awards o sus predecesores Genie Awards.